# Provincia Yalova
Provincia Yalova este o provincie cu o suprafață de 403 km², localizată în partea de nord-vest a Turciei. 